# ۱۵۷۳ (میلادی)
۱۵۷۳ (میلادی) هزار و پانصد و هفتاد و سومین سال تقویم میلادی است.

## زادگان
- ۲۵ ژوئیه – کریستف شاینر، فیزیک‌دان و ستاره‌شناس آلمانی (د. ۱۶۵۰)

## درگذشتگان
- ۱۳ مارس – میشل دو لوسپیتال، نویسنده و سیاست‌مدار فرانسوی (ز. ۱۵۰۵)